# Liberty L-12

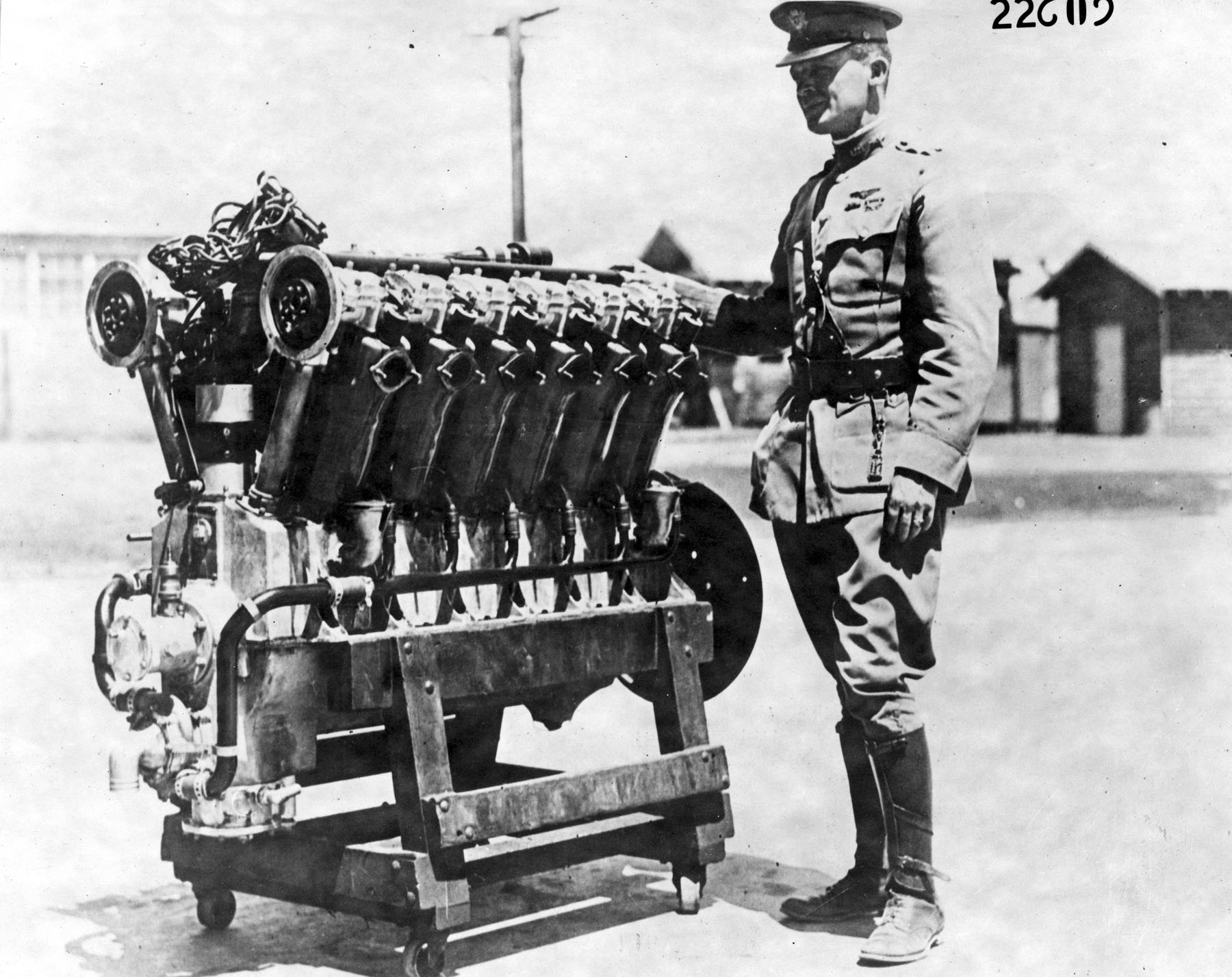
Арнольд, Генри Харли у Либерти Л-12

Либерти Л-12 (англ. Liberty L-12) — американский авиационный 12-цилиндровый V-образный двигатель с водяным охлаждением, объёмом 27 литров и мощностью 400 лошадиных сил. Массово строился во время Первой Мировой войны. Получил широкое распространение во многих странах вплоть до Второй Мировой войны.

## История создания двигателя
Разработка двигателя напрямую связана со вступлением США в Первую мировую войну в апреле 1917 года и разработкой обширной программы развития американской военной авиации. Отсутствие своего мощного современного авиадвигателя и стремление получить его в наикратчайшие сроки побудило департамент авиапромышленности Соединенных Штатов к активным действиям. Двигатель не был спроектирован какой-то конкретной фирмой, а разрабатывался специально собранной командой инженеров из различных компаний.
Для разработки требуемого мотора, получившего символичное наименование «Либерти» («Свобода»), привлекли лучших инженеров, которых, как гласит легенда, буквально заперли в одной из вашингтонских гостиниц. Работа началась 29 мая и велась практически круглосуточно, чертежи были готовы в течение 5 дней. Одновременно в помощь проектировщикам с различных предприятий Америки собрали наиболее опытных консультантов и чертежников. В металле прототип двигателя был готов меньше чем через два месяца, в июле 1917 года.
В конструкции и оборудовании двигателя использовались многие элементы и технологические приемы, применявшиеся в автомобильной промышленности того времени, например, по-автомобильному была выполнена система зажигания. При этом одним из основных требований стала полная взаимозаменяемость частей, позволявшая выпускать мотор на разных предприятиях. Уже в том же 1917 году массовое производство «Либерти» развернулось на заводах «Форд», «Packard», «Линкольн», «Кадиллак», «Мармон» и «Трего».
Позднее число предприятий, освоивших этот двигатель, возросло до 12. Всего в период с 1917 по 1919 годы американские заводы выпустили более 20 000 экземпляров мотора, обоснованно считавшегося одним из самых мощных и надежных авиационных двигателей своего времени.

## Применение

### В авиации

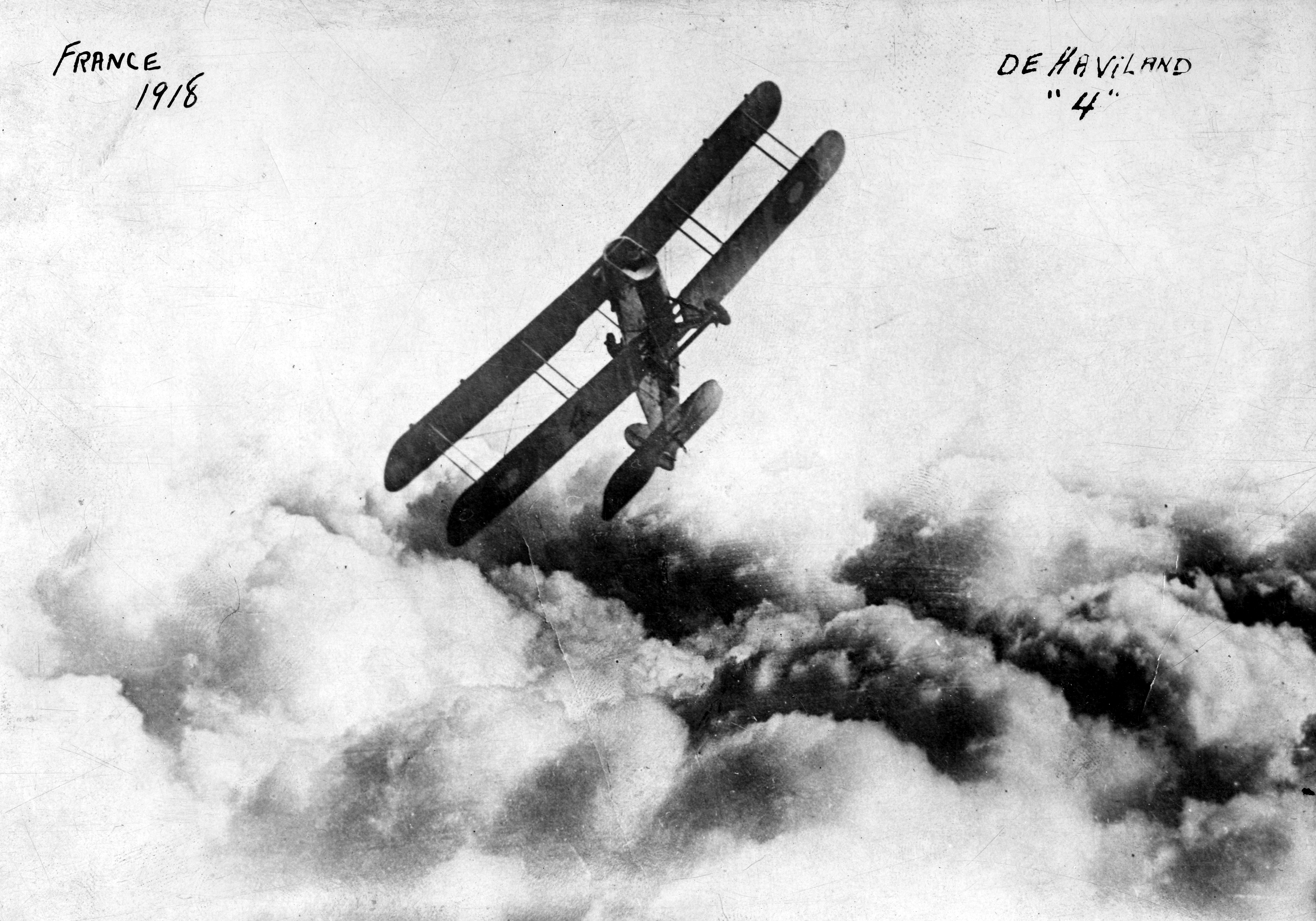
Airco DH.4 над Францией (Первая мировая война

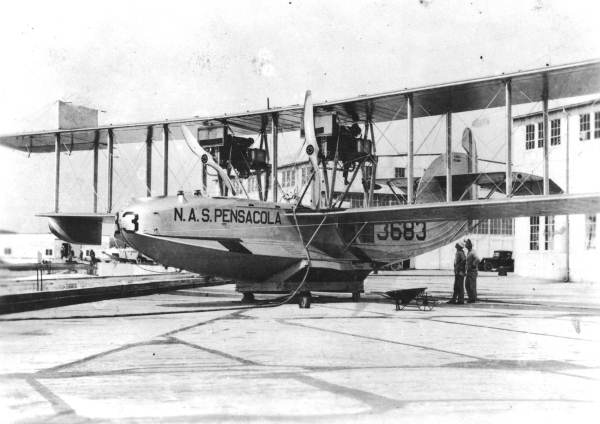
Felixstowe F5L

- Airco DH.4 (американской постройки)
- Airco DH.9A
- Airco DH.10
- Breguet 14 B2 L
- Caproni Ca.60
- Curtiss H-16
- Curtiss HS
- Curtiss NC
- Curtiss Carrier Pigeon
- Douglas C-1
- Douglas DT
- Douglas O-2
- Felixstowe F5L
- Fokker T.II
- Handley Page H.P.20
- Witteman-Lewis XNBL
- дирижабль RN-1 (Zodiac)

### Автомобили

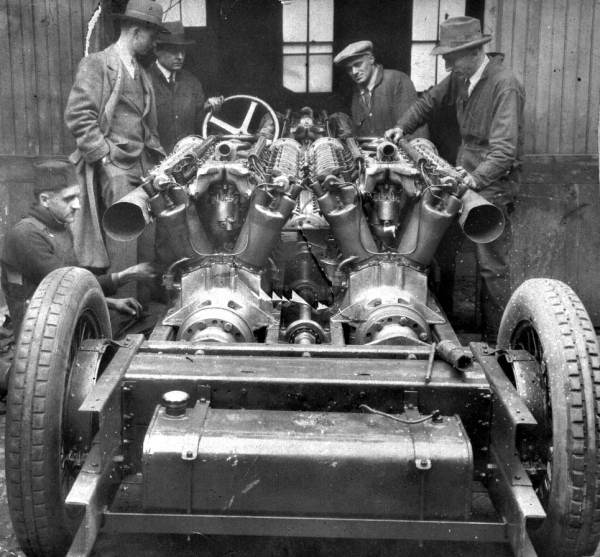
White Triplex

- Babs
- White Triplex

### Бронетехника
- Mark VIII
- Танк Кристи

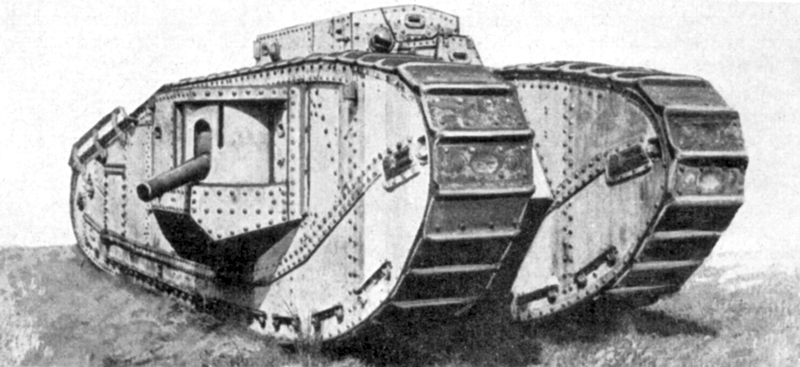
Танк Mark VIII «Liberty»

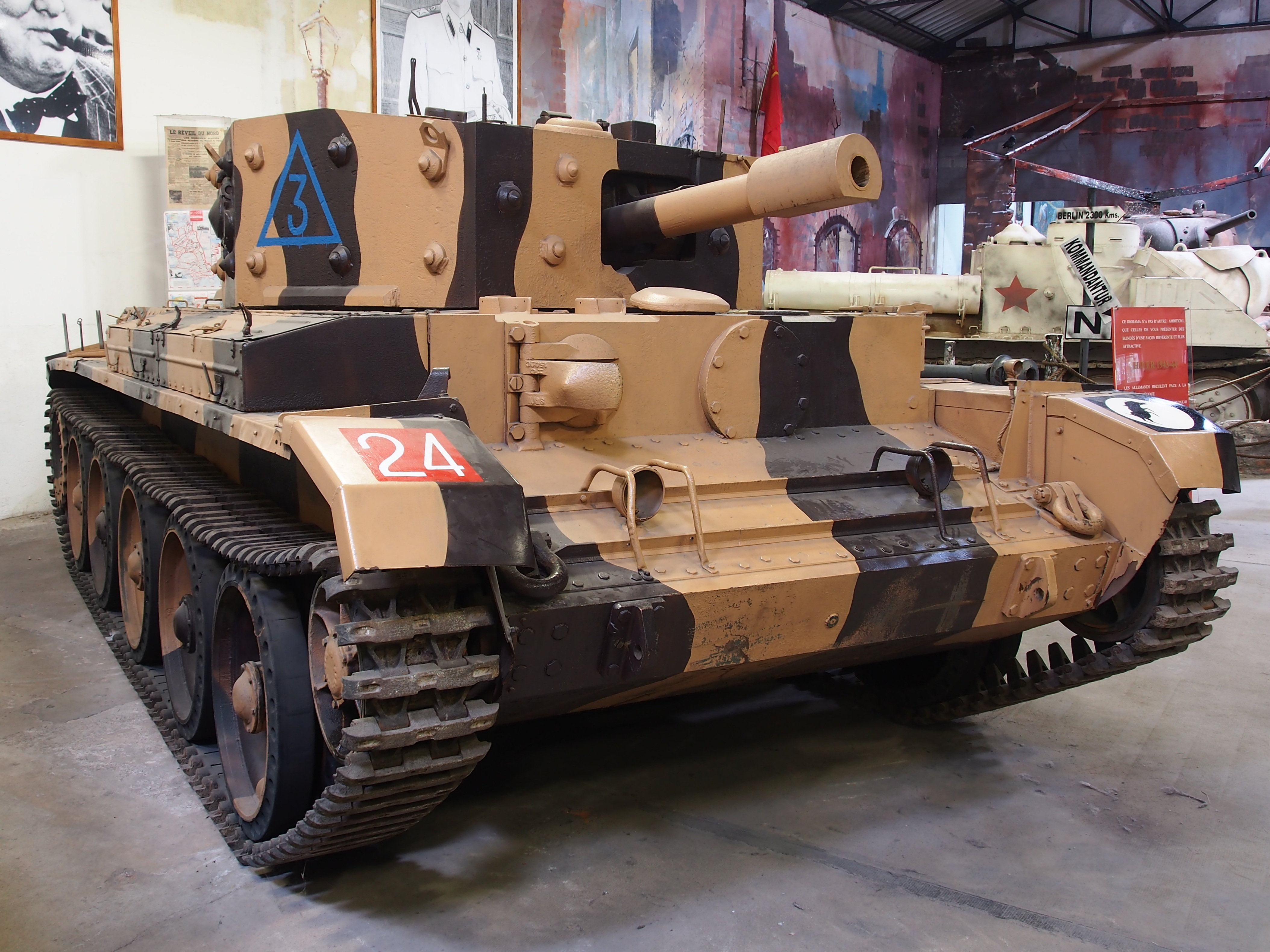
Последний танк, на котором устанавливался двигатель Liberty, Mark VIII Centaur

- Cruiser Mk III (Nuffield Liberty Mk I)
- Cruiser Mk IV (Nuffield Liberty Mk II)
- Cruiser Mk.VI «Crusader» (Nuffield Liberty Mk III, IIIA, IIIB, IV)
- Cruiser Mk.VII «Cavalier» (Nuffield Liberty Mk IVA)
- Танк «Centaur», ранняя модификация танка Cromwell (Nuffield Liberty Mk V)

### Корабли
- СПК HD-4